# Microdilochrosis boumai
Microdilochrosis boumai är en skalbaggsart som beskrevs av Jakl 2010. Microdilochrosis boumai ingår i släktet Microdilochrosis och familjen Cetoniidae. Inga underarter finns listade i Catalogue of Life.